# 埃德加拉斯·揚考斯卡斯
埃德加拉斯·揚考斯卡斯（1975年3月12日—）是一名立陶宛已退役職業足球員，司職前鋒。他現為立陶宛國家足球隊的領隊。
揚考斯卡斯是史上首位贏得歐洲足協盃及歐聯冠軍的立陶宛球員，分別在2003年及2004年隨波圖奪冠。

## 球會生涯
揚考斯卡斯於蘇聯立陶宛维尔纽斯出生，及後在當地球會帕納里斯維爾紐斯開始足球生涯，並在16歲時轉投同市球會的青年隊。揚考斯卡斯於1996年轉會到俄羅斯球隊莫斯科中央陸軍，並在一年後隨離任莫斯科中央陸軍主席的亞歷山大·塔爾哈諾夫一同轉投莫斯科鱼雷。
1997年，比甲球會布魯日簽入揚考斯卡斯，他在加盟的首個賽季即協助球隊取得聯賽冠軍。
2000年1月，西甲球會以240萬歐元的轉會費從布魯日簽入揚考斯卡斯，打破立陶宛球員的轉會費紀錄。揚考斯卡斯在加盟皇家社會一年後，於2002年1月被外借到葡超球會賓菲加，直至季尾，並設有440萬歐元的買斷條款。
2002年夏天，賓菲加在揚考斯卡斯的買斷條款到期後與皇家社會展開有關降低轉會費的談判，但波圖的介入令揚考斯卡斯選擇在同年6月轉會到這支由執教的球隊，並簽約五年，轉會費據報為230萬歐元。儘管揚考斯卡斯並非球隊的主力球員，但他亦對波圖在穆里尼奧麾下的輝煌戰績有着重大的貢獻。在他效力期間，波圖在2002–03賽季贏得葡超及葡萄牙盃雙料冠軍及歐洲足協盃，並在接下來的2003–04賽季贏得葡超及歐聯冠軍。揚考斯卡斯在2003年因傷缺陣歐洲足協盃決賽，後在2004年對陣摩納哥的歐聯決賽被列入後備席。
在穆里尼奧離隊加盟英超球會車路士後，揚考斯卡斯被新任領隊棄用，因而被外借到法甲球會尼斯。
2005年夏天，揚考斯卡斯轉投俄羅斯商人弗拉基米爾·羅曼諾夫旗下的，並隨即被外借到同屬羅曼諾夫旗下的蘇格蘭球會。在蘇格蘭的首個球季，揚考斯卡斯協助球隊奪得蘇格蘭盃冠軍，並在聯賽以第二位完成賽季，取得於來季參與歐聯的資格。揚考斯卡斯在接下來的賽季受傷患困擾，令他的出場機會寥寥。他與考那斯及哈茨的合約於2007年6月到期後未獲續約。
2007年夏天，揚考斯卡斯自由轉會到塞浦路斯球會，簽約兩年。2008年1月30日，揚考斯卡斯回到葡萄牙，加盟。他在同年4月與球會解約，並在同年7月18日加盟拉脫維亞球會斯孔托里加。揚考斯卡斯在季尾約滿離開球隊，並離開職業足球，效力業餘球會REO LT 维尔纽斯，期間亦有回到跟操。
揚考斯卡斯於2009年6月前往美國，參與美職聯球會為期四天的試訓。在試訓成功後，球會於7月1日宣布簽入揚考斯卡斯。他在聯賽第26週對陣巫師的入球被提名美職聯年度最佳入球，但最終落選。
2010年9月30日，新英格蘭革命與揚考斯卡斯解約。他在同年10月宣布退役，投身教練事業。
2011年2月，揚考斯卡斯短暫復出加盟俄甲球會。在為球隊上陣10場後，揚考斯卡斯在同年7月第三次退役，並接受了的邀請加盟莫斯科火車頭擔任助教，開始其執教生涯。

## 執教生涯
2011年7月16日，莫斯科火車頭宣布揚考斯卡斯加盟球會，擔任他在波圖及國家隊的舊領隊的翻譯兼教練。2012年7月，揚考斯卡斯重返，擔任助理教練，並在季尾離隊
揚考斯卡斯在2014年初上任成為立陶宛球會的領隊，但他在僅八個月後便因球隊連敗四仗而被解雇。
2016年1月12日，揚考斯卡斯成為立陶宛國家隊的領隊，及後在2018年12月4日被解雇。
2022年3月，揚考斯卡斯加入了瑞典領隊格倫·斯托爾在的教練團，擔任前鋒教練。格倫·斯托爾在同年5月離隊後，揚考斯卡斯亦在同年10月離開球隊，跟隨斯托爾到他執教的沙特阿拉伯球隊布凱里耶，並再次擔任斯托爾教練團的前鋒教練。
2023年1月30日，立陶宛足總宣布揚考斯卡斯回歸立陶宛國家隊擔任領隊。同年12月，立陶宛足總與揚考斯卡斯續約至2026年。

## 國家隊生涯
1991年11月15日，年僅16歲的揚考斯卡斯在對陣愛沙尼亞的波羅的海盃比賽中首次為立陶宛國家隊上陣。由於當時愛沙尼亞剛復國，並未成為歐洲足協成員國，因此比賽未獲国际足联承認為正式國際賽。1995年10月11日，在他的地標戰後近四年，揚考斯卡斯再次為國家隊上陣，對手同樣是愛沙尼亞，他首次在正式國際賽事上陣即協助球隊以5–0大勝。
1996年10月5日，揚考斯卡斯在對陣冰島的世界盃外圍賽中首次為國家隊入球，立陶宛最終以2–0勝出。
2008年10月11日，他在對陣塞爾維亞的比賽最後一次為國家隊上陣。在他18年的國家隊生涯中，他共為立陶宛上陣56次（55場正式賽事，1場非正式賽事），其中四次擔任隊長，並為國家隊射入10個入球。

### 國家隊入球
所有比數左側代表立陶宛，入球比數欄代表揚考斯卡斯入球後場上的比數。
| #  | 日期          | 地點                               | 對手       | 入球比數 | 最終比數 | 賽事                       | 參考   |
| -- | ------------- | ---------------------------------- | ---------- | -------- | -------- | -------------------------- | ------ |
| 1  | 1996年10月5日 | 立陶宛维尔纽斯運動場               | 冰島       | 1–0      | 2–0      | 1998年國際足協世界盃外圍賽 | [ 54 ] |
| 2  | 1996年10月9日 | 立陶宛维尔纽斯運動場               | 列支敦斯登 | 1–0      | 2–1      | 1998年國際足協世界盃外圍賽 | [ 57 ] |
| 3  | 1997年4月30日 | 列支敦士登埃申埃申-毛伦體育公園    | 列支敦斯登 | 1–0      | 2–0      | 1998年國際足協世界盃外圍賽 | [ 58 ] |
| 4  | 2000年6月3日  | 立陶宛大流士和吉列納斯體育場       | 亞美尼亞   | 1–1      | 1–2      | 熱身賽                     | [ 59 ] |
| 5  | 2001年8月15日 | 立陶宛考那斯大流士和吉列納斯體育場 | 以色列     | 1–1      | 2–3      | 熱身賽                     | [ 60 ] |
| 6  | 2004年9月4日  | 比利時沙勒罗瓦沙勒罗瓦球场         | 比利时     | 1–1      | 1–1      | 2006年國際足協世界盃外圍賽 | [ 61 ] |
| 7  | 2004年9月8日  | 立陶宛考那斯大流士和吉列納斯體育場 | 圣马力诺   | 1–0      | 4–0      | 2006年國際足協世界盃外圍賽 | [ 62 ] |
| 8  | 2004年9月8日  | 立陶宛考那斯大流士和吉列納斯體育場 | 圣马力诺   | 2–0      | 4–0      | 2006年國際足協世界盃外圍賽 | [ 62 ] |
| 9  | 2007年2月6日  | 法國巴黎馬爾維爾公園               |            | 1–1      | 1–3      | 熱身賽                     | [ 63 ] |
| 10 | 2007年9月12日 | 立陶宛考那斯大流士和吉列納斯體育場 | 法罗群岛   | 1–0      | 2–1      | 2008年欧洲足球锦标赛外围赛 | [ 64 ] |

## 生涯統計

### 執教生涯
最後更新：2024年10月15日
| 執教隊伍 | 上任日期      | 離職日期       | 數據統計 | 數據統計 | 數據統計 | 數據統計 | 數據統計 |
| 執教隊伍 | 上任日期      | 離職日期       | 場數     | 勝出     | 賽和     | 落敗     | 勝率%    |
| -------- | ------------- | -------------- | -------- | -------- | -------- | -------- | -------- |
| 立陶宛   | 2014年3月4日  | 2014年10月31日 | 33       | 16       | 8        | 9        | 48.48    |
| 立陶宛   | 2016年1月12日 | 2018年12月4日  | 27       | 3        | 5        | 19       | 11.11    |
| 立陶宛   | 2023年2月1日  | 至今           | 18       | 4        | 5        | 9        | 22.22    |
| 總計     | 總計          | 總計           | 78       | 23       | 18       | 37       | 29.49    |

## 榮譽

### 球會
- 立陶宛足球超級聯賽：1991（英语：1991 LFF Lyga）、1991–92（英语：1991–92 LFF Lyga）
- 立陶宛盃：1991、1993、1994

 布魯日
- 比利時甲組聯賽A：1997–98（英语：1997–98 Belgian First Division）[8]
- 比利時超級盃：1998

 波圖
- 葡萄牙足球超级联赛：2002–03（英语：2002–03 Primeira Liga）、2003–04（英语：2003–04 Primeira Liga）
- 葡萄牙盃：2002–03（英语：2002–03 Taça de Portugal）
- 葡萄牙超級盃：2003（英语：2003 Supertaça Cândido de Oliveira）[66]、2004（英语：2004 Supertaça Cândido de Oliveira）[67]
- 歐洲足協盃：2002–03[2]
- 欧洲冠军联赛：2003–04[2]

- 蘇格蘭足總盃：2005–06（英语：2005–06 Scottish Cup）[40]

### 國家隊
立陶宛
- 波羅的海盃：1991（英语：1991 Baltic Cup）[68]

### 個人
- 立陶宛足球先生（英语：Lithuanian_Footballer_of_the_Year）：1997、1998、2000、2001、2004[2]
- 立陶宛足球超級聯賽神射手：1995–96（英语：1995–96 LFF Lyga）

## 外部連結
- 埃德加拉斯·揚考斯卡斯在BDFutbol中的档案
- 埃德加拉斯·揚考斯卡斯於ForaDeJogo的個人資料
- 足球数据库：埃德加拉斯·揚考斯卡斯的球员统计数据
- 埃德加拉斯·揚考斯卡斯在美職聯網站中的档案
- 埃德加拉斯·揚考斯卡斯在布魯日官網上的檔案 （荷蘭語）
- 埃德加拉斯·揚考斯卡斯 （页面存档备份，存于）在LegionerKulichi的檔案（俄語）